# شمس الدين (الرقة)
شمس الدين قرية سورية تتبع ناحية الجرنية في منطقة الثورة في محافظة الرقة. بلغ عدد سكانها 2213 نسمة في عام 2004 حسب إحصاء المكتب المركزي للإحصاء.